# Treze de Maio
Treze de Maio is een gemeente in de Braziliaanse deelstaat Santa Catarina. De gemeente telt 6.791 inwoners (schatting 2009).

## Aangrenzende gemeenten
De gemeente grenst aan Jaguaruna, Morro da Fumaça, Pedras Grandes, Sangão en Tubarão.